# Montre numérique
 (décembre 2017).
Si vous disposez d'ouvrages ou d'articles de référence ou si vous connaissez des sites web de qualité traitant du thème abordé ici, merci de compléter l'article en donnant les références utiles à sa vérifiabilité et en les liant à la section « Notes et références ».
Une montre numérique ou montre à affichage numérique est une montre dépourvue d'aiguilles. Souvent appelée aussi par abus de langage montre digitale, elle affiche l'heure sous forme de chiffres, par différents moyens :
- par des petits panneaux mécaniques mobiles ou parfois se couvrant successivement[réf. nécessaire] ;
- des diodes luminescentes ;
- des cristaux liquides, technique qui a été inventée par Gordon Moore, créateur d'un des principaux fabricants d'électronique numérique, Intel.

## Technique

### Diodes électroluminescentes

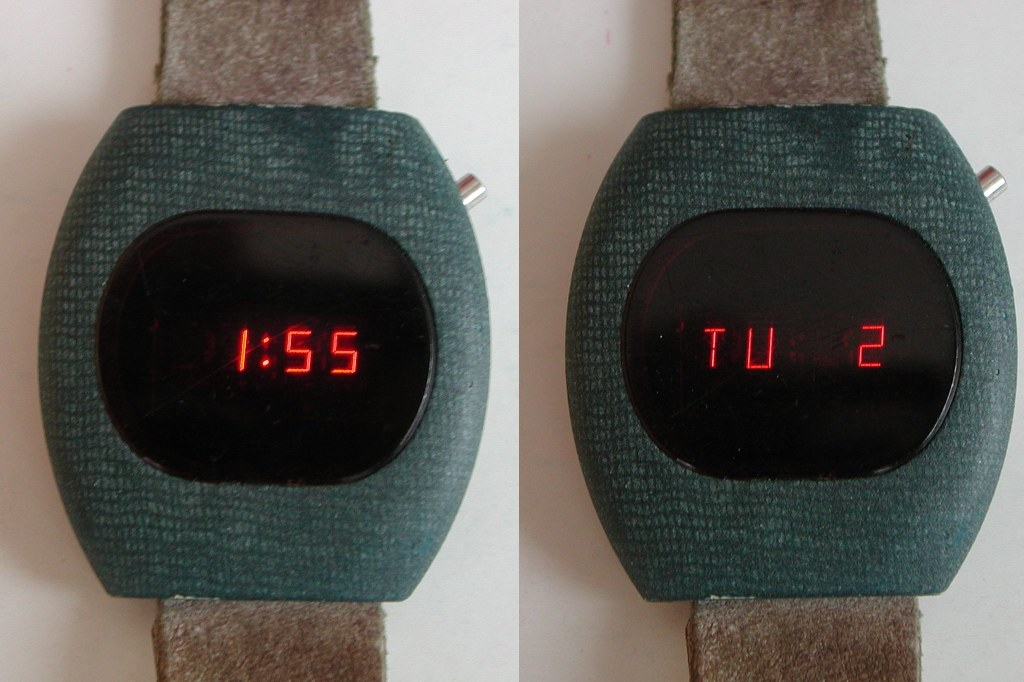
Montre à affichage numérique à diodes électroluminescentes.

Utilisée dans de nombreux appareils électroniques, la diode électroluminescente (DEL ou en anglais LED) produit de la lumière lorsqu'elle est traversée par un courant. Par exemple, les montres numériques comprennent un afficheur 7 segments, permettant de former n'importe quel chiffre de 0 à 9.
Ses principaux avantages sont :
- une durée de vie d'environ 100 000 heures soit plus de 10 ans sans arrêt
- parfaitement adapté à l'éclairage faible
- un rendement supérieur (économie des piles) aux lampes à incandescence, mais inférieur à celui des cristaux liquides
- une résistance aux chocs exceptionnelle

### Cristaux liquides

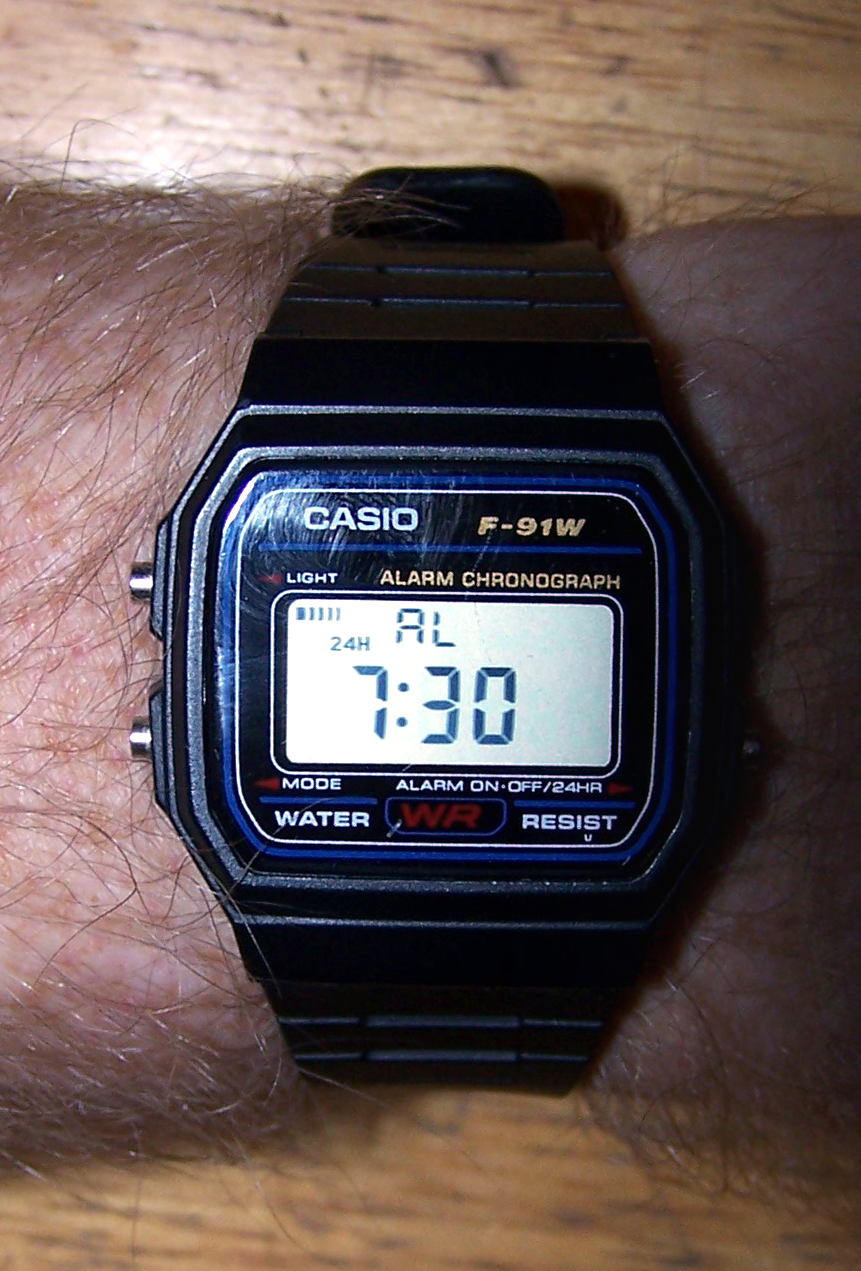
Montre à affichage numérique.

Certains cristaux liquides réfléchissent différentes longueurs d'onde de la lumière en fonction de l'orientation de leurs molécules, orientation qui dépend de la température. Ainsi, ils sont utilisés pour la conception de thermomètres affichant des couleurs différentes selon la température du corps avec lequel le cristal liquide est en contact.
Les cristaux liquides sont utilisés pour l'affichage, dans les écrans des montres numériques, des calculatrices, des petits téléviseurs, des ordinateurs portables, etc. Les écrans à cristaux liquides utilisent souvent moins d'énergie que les écrans classiques, comme ceux qui utilisent des diodes.
Il existe plusieurs types de cristaux liquides dans les substances organiques : les cristaux liquides myéliniques, smectiques (structure en couches) et nématiques (liquides biréfringents), chacune de ces phases étant caractérisée par un arrangement différent des molécules dans l'espace. On peut mettre en évidence les propriétés optiques d'un cristal liquide en lui appliquant un champ magnétique ou électrique qui modifie l'orientation de ses molécules. Par exemple, lorsque l'on applique un faible champ électrique à certains cristaux liquides, on observe un changement de teinte du cristal, qui passe d'une teinte claire à une teinte foncée. Le cristal peut également acquérir la propriété de faire tourner le plan de polarisation de la lumière.
À des températures suffisamment élevées ou à de faibles pressions, l'orientation des molécules disparaît, provoquant la transformation du cristal liquide en liquide. À des températures suffisamment basses ou à des pressions suffisamment élevées, les molécules d'un cristal liquide se déplacent difficilement les unes par rapport aux autres : le cristal liquide se solidifie.

## Historique des montres numériques
- 1967 : 1re montre-bracelet à quartz du monde, la Beta 21.
- 1969 : 1re montre à quartz commercialisée, mais aussi la 1re montre à DEL et la 1re montre à cristaux liquides.
- 1971 : 1re montre en plastique[2].
- 1975 : 1re montre-bracelet à quartz à affichage analogique par cristaux liquides.
- 1977 : HP commercialise la première montre avec calculatrice intégrée, la HP-01.
- 1981 : 1re montre à quartz sans pile électrique : un générateur thermoélectrique convertit le flux thermique qui traverse la montre en énergie électrique qui est stockée dans un accumulateur électrique.
- 1982 : 1re montre en plastique où les rouages sont implantés directement dans la carrosserie.
- 1990 : 1re montre-bracelet radioélectrique, montre radiopilotée reçoit les signaux radio d'un émetteur radio qui émet régulièrement l'heure, entre autres.
- 1996 : 1re montre à quartz sans pile électrique utilisant un générateur électrodynamique, l'électricité générée étant stockée dans un condensateur.